# Liste der Biografien/Spo
Liste der Biografien |
Portal Biografien |
Personensuche
# |
A |
B |
C |
D |
E |
F |
G |
H |
I |
J |
K |
L |
M |
N |
O |
P |
Q |
R |
S |
T |
U |
V |
W |
X |
Y |
Z |
?
 
Sa |
Sb |
Sc |
Sd |
Se |
Sf |
Sg |
Sh |
Si |
Sj |
Sk |
Sl |
Sm |
Sn |
So |
Sp |
Sq |
Sr |
Ss |
St |
Su |
Sv |
Sw |
Sy |
Sz
 
Spa |
Spe |
Sph |
Spi |
Spl |
Spo |
Spr |
Spu |
Spy
Die Liste der Biografien führt alle Personen auf, die in der deutschsprachigen Wikipedia einen Artikel haben. Dieses ist eine Teilliste mit 330 Einträgen von Personen, deren Namen mit den Buchstaben „Spo“ beginnt.

## Spo

### Spoc
- Spock, Benjamin (1903–1998), US-amerikanischer Kinderarzt
- Spöcker, Richard (1897–1975), deutscher Kartograph, Höhlenforscher
- Spöckner, Franz Gottlieb (1706–1767), Tänzer sowie höfischer Tanzmeister in Salzburg

### Spod
- Spode, Hasso (* 1951), deutscher Soziologe und Historiker
- Spode, Heinz (* 1911), deutscher Politiker (CDU der DDR)
- Spoden, Ruben (* 1989), deutscher Basketballspieler
- Spodzieja, Henryk (1919–1975), polnischer Fußballspieler

### Spoe
- Spoel, Jacob (1820–1868), niederländischer Porträt-, Historien- und Genremaler sowie Kunstpädagoge
- Spoelder, Jan (* 1973), deutsch-niederländischer Fußballtorhüter
- Spoelgen, Eduard (1877–1975), deutscher Architekt, kommunaler Baubeamter und Kommunalpolitiker, Oberbürgermeister von Bonn (1945–1948)
- Spoelman, Wouter (* 1990), niederländischer Schachgroßmeister
- Spoelstra, Erik (* 1970), US-amerikanischer BasketballtrainerErik Spoelstra (* 1970)

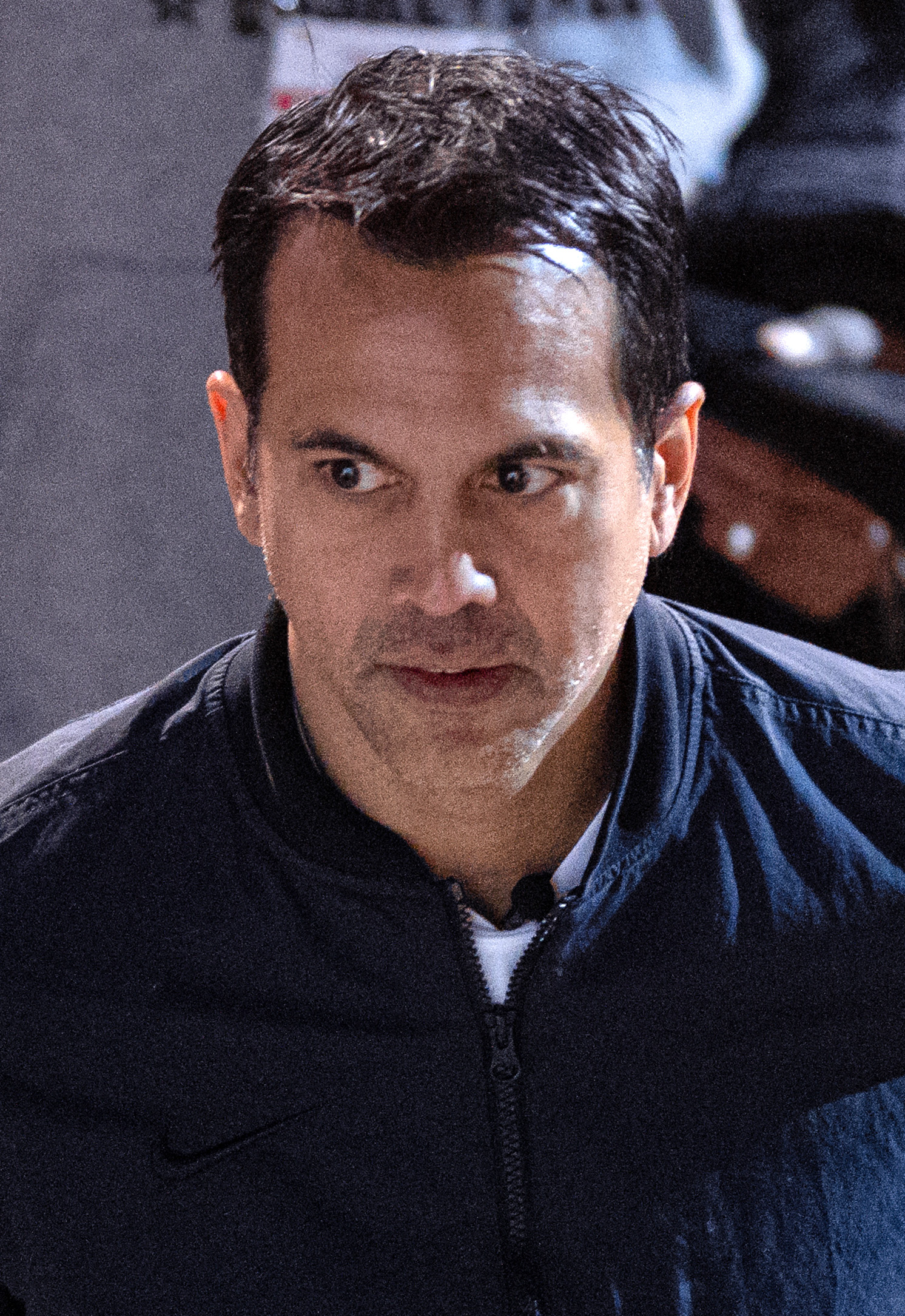
Erik Spoelstra (* 1970)

- Spoenla, Eduard von (1835–1882), deutscher Fotograf
- Spoerer, Mark (* 1963), deutscher Wirtschaftshistoriker und Hochschullehrer
- Spoerhase, Carlos (* 1974), deutscher Literaturwissenschaftler und Hochschullehrer
- Spoerhase-Eisel, Ingeborg (* 1947), deutsche Politikerin (CDU)
- Spoerl, Alexander (1917–1978), deutscher Schriftsteller, Film- und Rundfunkautor
- Spoerl, Heinrich (1887–1955), deutscher Schriftsteller
- Spoerl, Johann Heinrich (1862–1915), deutscher Ingenieur und Unternehmer
- Spoerli, Heinz (* 1940), Schweizer Choreograf
- Spoerr, Kathrin (* 1965), deutsche Schriftstellerin und Journalistin
- Spoerri, Bettina (* 1968), Schweizer Autorin
- Spoerri, Bruno (* 1935), Schweizer Jazzmusiker und Komponist
- Spoerri, C. M. (* 1983), Schweizer Schriftstellerin
- Spoerri, Cristina (1929–2013), Schweizer Künstlerin
- Spoerri, Daniel (1930–2024), schweizerisch-rumänischer bildender Künstler, Tänzer und RegisseurDaniel Spoerri (1930–2024)

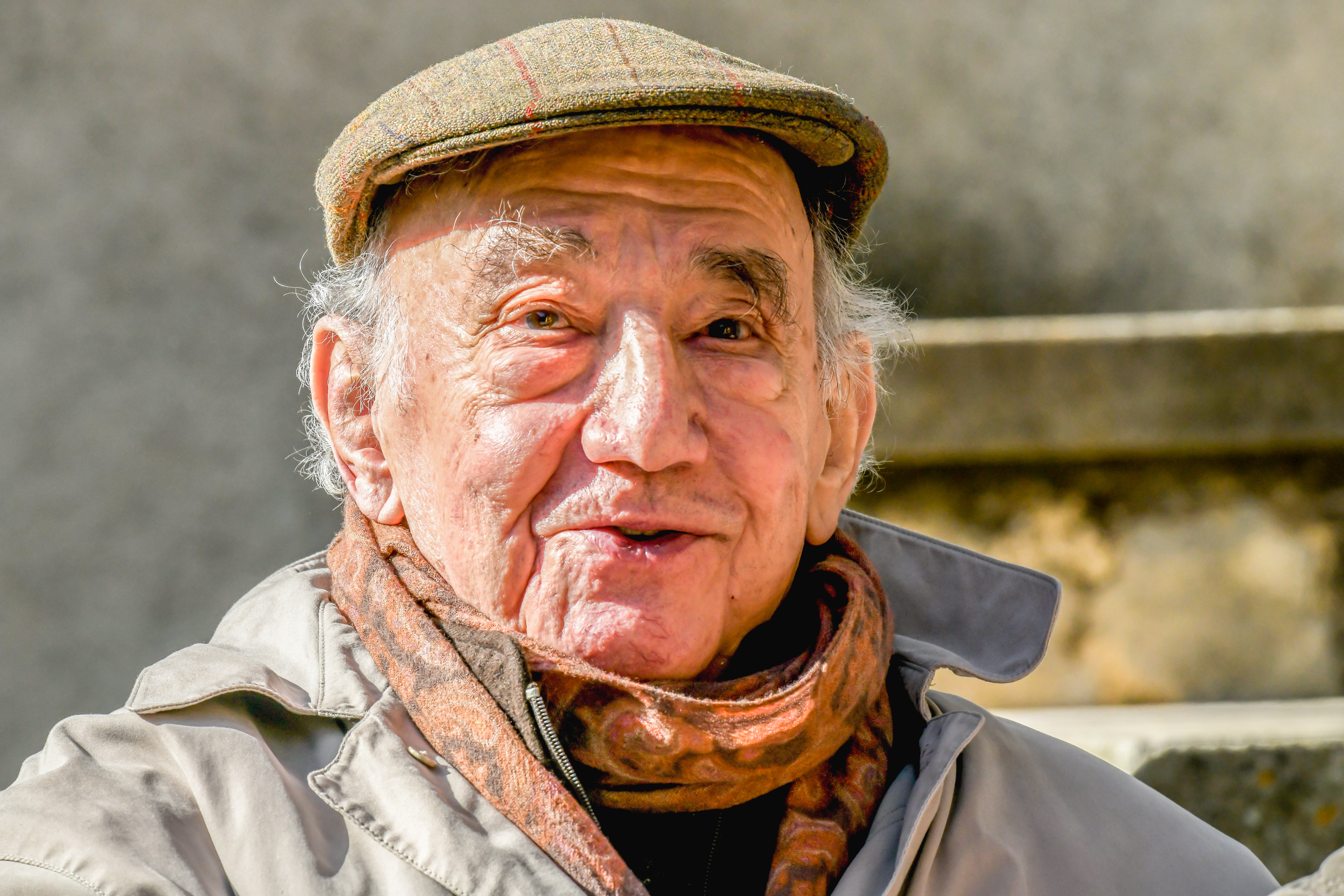
Daniel Spoerri (1930–2024)

- Spoerri, Karl (* 1973), Schweizer Unternehmer und Manager
- Spoerri, Micheline (* 1946), französisch-schweizerische Politikerin (Liberale Partei der Schweiz)
- Spoerri, Miriam (1931–2010), rumänisch-schweizerische Film- und Theaterschauspielerin
- Spoerri, Theodor (1924–1973), Schweizer Psychiater
- Spoerri, Theophil (1890–1974), Schweizer Romanist
- Spoerri, Theophil (* 1939), Schweizer Lehrer, reformierter Pfarrer und Seelsorger
- Spoerri, Walter (1927–2016), Schweizer Altphilologe und Hochschullehrer
- Spoerry, Anne (1918–1999), kenianisch-französische Ärztin und Pilotin
- Spoerry, Dieter (1937–1972), Schweizer Autorennfahrer
- Spoerry, François (1912–1999), französischer Architekt
- Spoerry, Heinrich (1869–1907), schweizerischer Industrieller und Bergsteiger
- Spoerry, Vreni (1938–2025), Schweizer Politikerin (FDP)Vreni Spoerry (1938–2025)

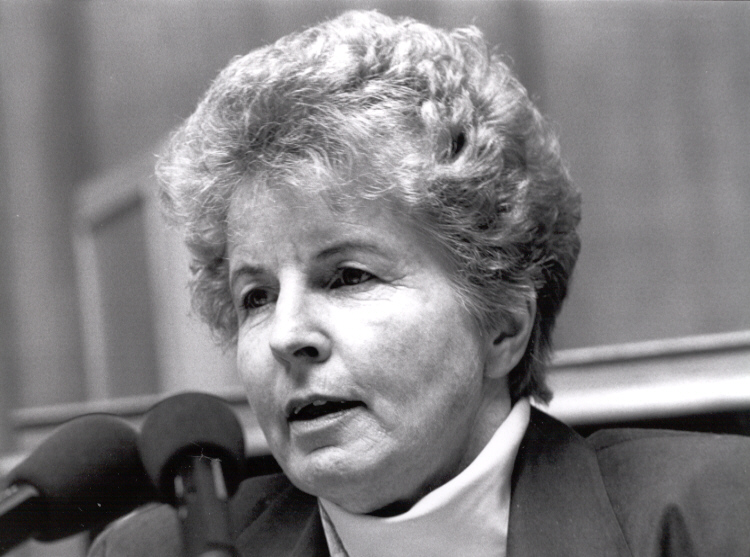
Vreni Spoerry (1938–2025)

### Spof
- Spofford, Ainsworth Rand (1825–1908), Leiter der Library of Congress
- Spofford, Harriet Elizabeth Prescott (1835–1921), US-amerikanische Schriftstellerin von Romanen, Gedichten und Kriminalromanen
- Spofforth, Frederick (1853–1926), australischer Cricketspieler
- Spofforth, Gemma (* 1987), britische Schwimmerin

### Spog
- Spögler, Franz (1927–2023), italienischer Politiker (Südtirol)

### Spoh
- Spohler, Henrik (* 1965), deutscher Fotograf und Hochschullehrer
- Spohn, Cassia, US-amerikanische Kriminologin
- Spohn, Elmar (* 1967), deutscher evangelischer Theologe und Missionswissenschaftler
- Spohn, Franz (1776–1806), Korporal im 36. Infanterieregiment in der französischen Armee
- Spohn, Friedrich August Wilhelm (1792–1824), deutscher Philologe und Hochschullehrer
- Spohn, Georg (1870–1948), deutscher Unternehmer
- Spohn, Gottlieb Lebrecht (1756–1794), deutscher Pädagoge, Philologe und evangelischer Theologe
- Spohn, Hans-Ulrich (* 1938), deutscher Diplomat
- Spohn, Herbert (* 1946), deutscher Mathematiker
- Spohn, Hermann (1876–1923), deutscher Karosseriehersteller
- Spohn, Julius (1841–1919), deutscher Textil- und Zementunternehmer
- Spohn, Jürgen (1934–1992), deutscher Grafikdesigner, Illustrator, Fotograf, Plakatkünstler und Kinderbuchautor
- Spohn, Karl von (1812–1890), österreichischer Bezirkshauptmann im Bezirk St. Pölten
- Spohn, Kurt (* 1935), deutscher Politiker (CDU), MdHB
- Spohn, Michael (1942–1985), deutscher Schriftsteller und Zeichner sowie ein schwäbischer Mundartdichter
- Spohn, Richard (1880–1959), deutscher Unternehmer
- Spohn, Tilman (* 1950), deutscher Planetologe
- Spohn, Torsten (* 1966), deutscher Schauspieler, Theaterregisseur und Schauspiellehrer
- Spohn, Valentin (* 1997), deutscher Handballspieler
- Spohn, Willfried (1944–2012), deutscher Soziologe
- Spohn, Wolfgang (* 1950), deutscher Philosoph und Hochschullehrer
- Spohr, Auguste († 1882), deutsche Theaterschauspielerin
- Spohr, Carsten (* 1966), deutscher Ingenieur und ManagerCarsten Spohr (* 1966)

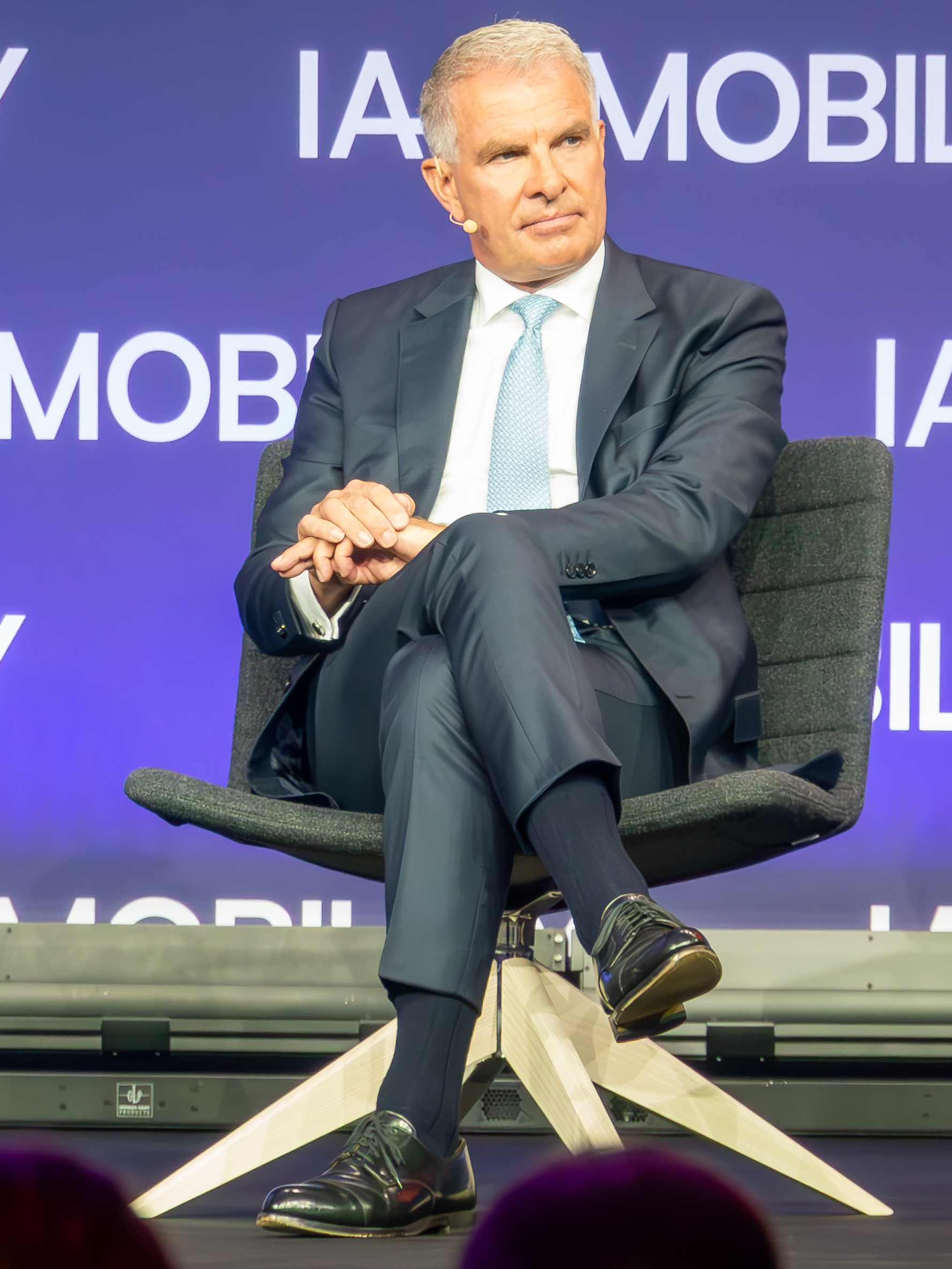
Carsten Spohr (* 1966)

- Spohr, Dietburg, deutsche Sängerin, Leiterin des Ensemble Belcanto
- Spohr, Dominik (* 1989), deutscher Basketballspieler
- Spohr, Dorette, deutsche Harfenistin und Pianistin
- Spohr, Edmund (1887–1964), deutsch-baltischer Botaniker und Hochschullehrer
- Spohr, Edmund (* 1943), deutscher Architekt, Stadtplaner, Denkmalpfleger
- Spohr, Elisabeth (1887–1970), deutsche Pädagogin und Politikerin (DNVP), MdL
- Spohr, Ferdinand (1792–1831), Violinist und Kammermusiker in Wien und Kassel
- Spohr, Friedrich (1830–1896), sächsischer Militärmusiker
- Spohr, Georg (* 1951), deutscher Ruderer und Olympiasieger
- Spohr, Heinrich (* 1940), deutscher Sprachwissenschaftler
- Spohr, Joseph (1905–1979), deutscher Jurist und Binnenhafen-Manager
- Spohr, Julian, deutscher American-Football-Spieler
- Spohr, Kristina (* 1973), deutsch-finnische Politikwissenschaftlerin
- Spohr, Louis (1784–1859), deutscher Komponist, Dirigent, GeigerLouis Spohr (1784–1859)

Louis Spohr (1784–1859)

- Spohr, Malte (* 1958), deutscher Künstler
- Spohr, Mathias (* 1960), Schweizer Musik- und Medienwissenschaftler
- Spohr, Max (1850–1905), deutscher Buchhändler und Verleger
- Spohr, Peter (1828–1921), Begründer der Naturheilkunde in der Veterinärmedizin
- Spohr, Walter (* 1948), deutscher Fußballspieler und -trainer
- Spohr, Wilhelm (1868–1959), deutscher Schriftsteller, Herausgeber und Übersetzer
- Spöhrer, Carl (1849–1912), deutscher Kaufmann, Realschullehrer, Gründer der Höheren Handelsschule Calw
- Spöhrer, Wilhelm (1837–1917), deutscher Verwaltungsbeamter

### Spoi
- Spoida, Marian (1901–1940), polnischer Fußballspieler

### Spok
- Spokeyjack, Jonathan (* 1998), vanuatuischer Fußballspieler
- Spokojny, Julius (1923–1996), deutscher Unternehmer und Gemeindevorsitzender

### Spol
- Spolders, Rudolf (1898–1974), deutscher Manager in der Energiewirtschaft
- Spolenak, Ralph (* 1971), österreichischer Physiker
- Spöler, Ben (* 1988), deutscher Basketballspieler
- Spöler, Esther (* 1998), deutsche Volleyballspielerin
- Spöler, Tom (* 1988), deutscher Basketballspieler
- Spoletini, Guglielmo (1928–2005), italienischer Schauspieler
- Spölgen, Alois (1936–2017), deutscher Fußballspieler
- Spoliansky, Mischa (1898–1985), russisch-britischer Komponist (Revue, Filmmusik)Mischa Spoliansky (1898–1985)

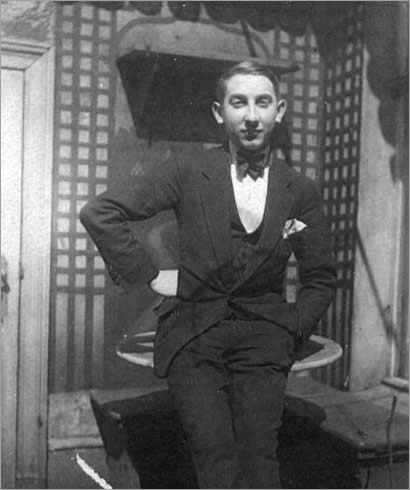
Mischa Spoliansky (1898–1985)

- Spölin, Conrad (1587–1643), Bürgermeister der Stadt Heilbronn
- Spölin, Johann († 1595), Bürgermeister in Heilbronn
- Spölin, Johann Conrad (1615–1680), Bürgermeister der Reichsstadt Heilbronn (1673–1680)
- Spoliti, Leopold (* 1962), österreichischer Schriftsteller
- Špoljar, Branko (1914–1985), jugoslawischer Schauspieler
- Špoljar, Domagoj (* 1974), kroatischer Squashspieler
- Špoljarec, Filip (* 1994), kroatischer Badmintonspieler
- Spoljaric Egger, Mirjana (* 1972), Schweizer Diplomatin, IKRK-Präsidentin
- Špoljarić, Denis (* 1979), kroatischer Handballspieler und -trainer
- Spolli, Nicolás (* 1983), argentinischer Fußballspieler

### Spom
- Spomer, Slawa (* 1992), deutscher Boxsportler

### Spon
- Spon, Jacob (1647–1685), französischer Arzt und Altertumsforscher
- Sponable, Earl (1895–1977), US-amerikanischer Tontechniker
- Sponagel, Johann (1824–1899), Landtagsabgeordneter Großherzogtum Hessen
- Šponar, Antonín (1920–2002), tschechoslowakischer Skirennläufer
- Sponcil, Sarah (* 1996), US-amerikanische Beachvolleyballspielerin
- Sponde, Henri de (1568–1643), französischer Jurist, Historiker und Kleriker
- Sponde, Jean de (1557–1595), französischer Humanist und Dichter
- Sponeck, Hans von (1888–1944), deutscher Generalleutnant der Wehrmacht im Zweiten WeltkriegHans von Sponeck (1888–1944)

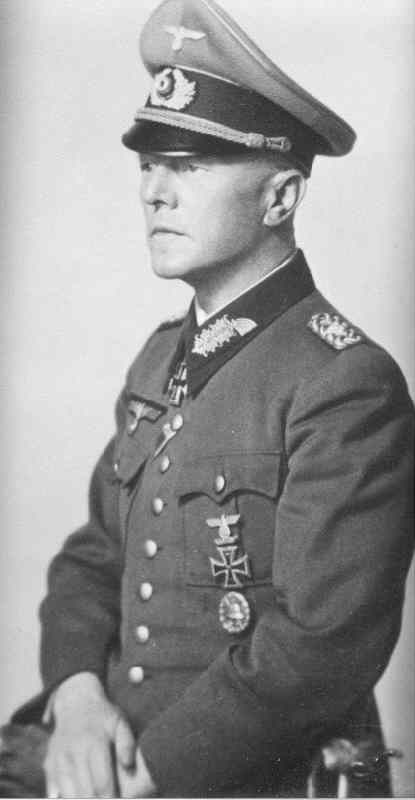
Hans von Sponeck (1888–1944)

- Sponeck, Hans-Christof von (* 1939), deutscher UN-Diplomat, Jurist und Autor
- Sponeck, Karl Friedrich Christian Wilhelm von (1762–1827), deutscher Forstmann, Autor und Hochschullehrer
- Sponeck, Theodor von (1896–1982), deutscher Generalleutnant im Zweiten Weltkrieg
- Spönemann, Kurt (1922–2007), deutscher Jurist und Verbandsfunktionär
- Sponer, Alfred (1937–2008), österreichischer Krankenkassenbeamter und Politiker (SPÖ), Landtagsabgeordneter der Steiermark
- Sponer, Hertha (1895–1968), deutschamerikanische Physikerin
- Sponer, Margot (1898–1945), deutsche Romanistin
- Spong, Berit (1895–1970), schwedische Schriftstellerin und Dichterin
- Spong, John Shelby (1931–2021), US-amerikanischer Bischof von Newark
- Spong, Tyrone (* 1985), niederländisch-surinamischer Kickboxer und Boxer
- Spong, William B. (1920–1997), US-amerikanischer Politiker der Demokratischen Partei
- Spongano, Raffaele (1904–2004), italienischer Romanist und Italianist
- Sponheim, Lars (* 1957), norwegischer Politiker (Venstre), Mitglied des Storting
- Sponheim, Loretta von (1300–1346), Gräfin
- Sponheimer, Julius, Schweizer Lebensreformer
- Sponheimer, Margit (* 1943), deutsche SchlagersängerinMargit Sponheimer (* 1943)

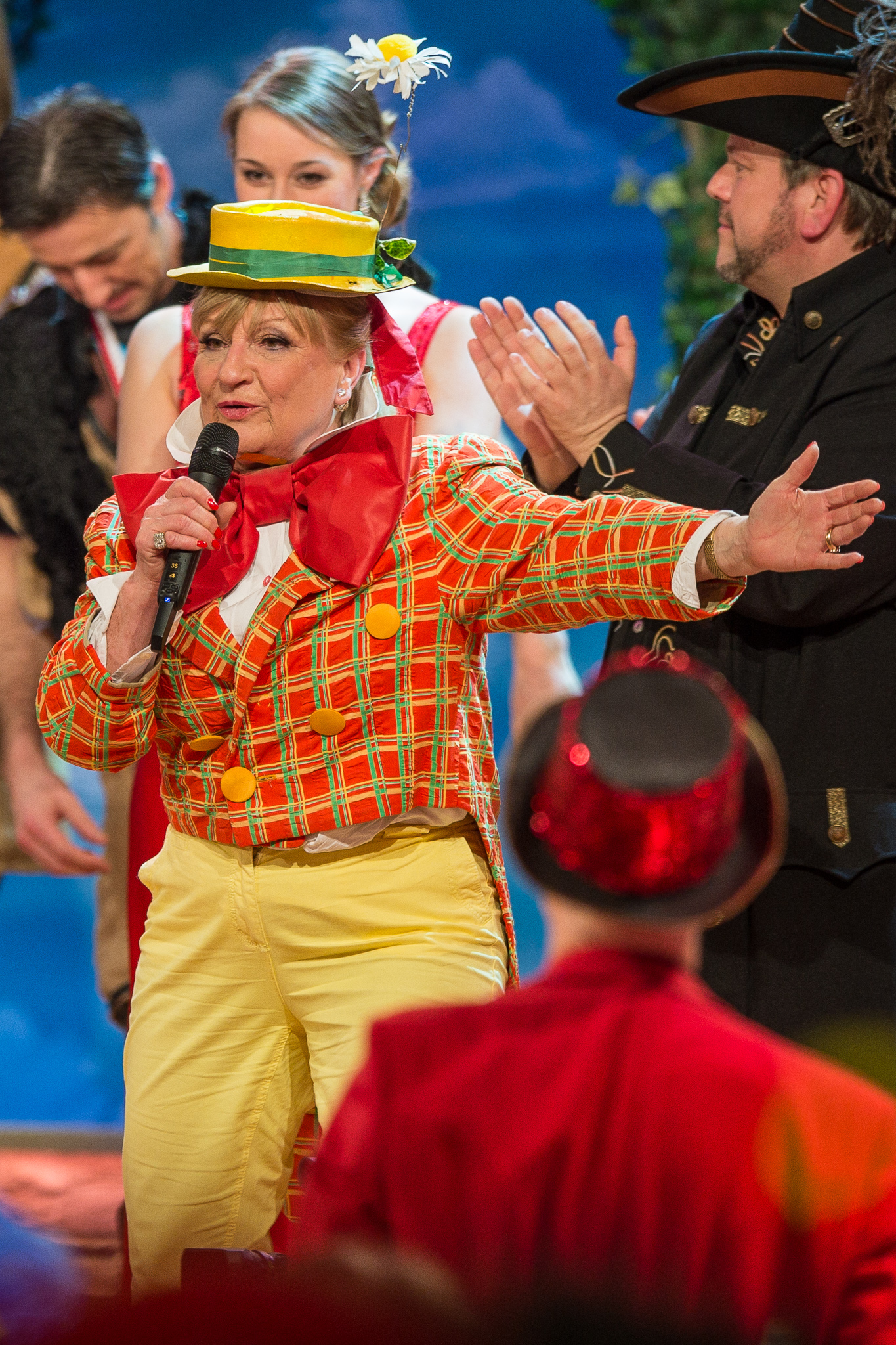
Margit Sponheimer (* 1943)

- Sponheimer, Otto (1886–1961), deutscher Offizier, zuletzt General der Infanterie im Zweiten Weltkrieg
- Sponheuer, Bernd (* 1948), deutscher Musikwissenschaftler
- Sponheuer, Günter (* 1945), deutscher Maler, Diplom-Designer, Dozent und Buchautor
- Sponholtz, Adolf (1869–1951), deutscher Verleger und Druckereibesitzer
- Sponholz, Barbara (* 1960), deutsche Geographin und Professorin an der Universität Würzburg
- Sponholz, Friedrich Theodor (1788–1862), deutscher Lehrer und evangelischer Geistlicher
- Sponholz, Hans (1902–1982), deutscher Schriftsteller, Journalist und Naturschützer
- Sponholz, Johann Christian August (1827–1907), Berliner Kaufmann, Grundbesitzer und Bodenspekulant
- Sponholz, Volker (* 1966), deutscher Illustrator und Comiczeichner
- Sponk (* 1989), deutscher Künstler
- Sponnagel, Eduard (1847–1907), Klavierbauer in Liegnitz
- Sponneck, Wilhelm (1815–1888), dänischer Politiker, Mitglied des Folketing
- Sponner, Irene (1867–1922), österreichische Politikerin (SdP), Abgeordnete zum Nationalrat
- Sponnier, Hans (1889–1970), deutscher Zeichner und Grafiker
- Sponring, Christine (* 1983), österreichische Skirennläuferin
- Sponsel, Andreas (* 1986), deutscher Fußballtorhüter
- Sponsel, Daniel (* 1964), deutscher Dokumentarfilmer und Festivalleiter
- Sponsel, Friedrich (1921–1980), deutscher Kommunalpolitiker (SPD)
- Sponsel, Hans (1926–1997), deutscher Kommunalpolitiker, Verbandsfunktionär und Vorsitzender der Arbeiterwohlfahrt (AWO)
- Sponsel, Heinz (1913–1999), deutscher Schriftsteller
- Sponsel, Jean Louis (1858–1930), deutscher Kunsthistoriker und Museumsdirektor
- Sponsel, Johann Ulrich (1721–1788), deutscher evangelischer Theologe
- Sponsel, Julius (* 1887), deutscher Reichsgerichtsrat
- Sponsel, Meiko (* 2002), deutscher Fußballspieler
- Sponsianus, römischer Usurpator
- Sponticcia, Martin, deutscher Komponist, Sounddesigner und Musikproduzent
- Spontini, Gaspare (1774–1851), italienischer Opernkomponist und -dirigentGaspare Spontini (1774–1851)

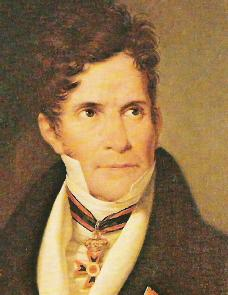
Gaspare Spontini (1774–1851)

### Spoo
- Spoo, Caspar Mathias (1837–1914), luxemburgischer Politiker, Mitglied der Chambre und Unternehmer
- Spoo, Eckart (1936–2016), deutscher Journalist und Publizist
- Spoo, Manfred (* 1953), saarländischer Autor, Kabarettist und Moderator
- Spook, Angela (1954–2020), deutsche Komödiantin, Düsseldorfer Stadtoriginal
- Spool, Jared (* 1960), US-amerikanischer Schriftsteller, Forscher, Redner, Pädagoge und Experte auf dem Gebiet der Benutzerfreundlichkeit, Software, Design und Forschung
- Spooman (* 1974), Schweizer Rapper
- Spoon, Dave (* 1977), britischer DJ und Musikproduzent
- Spoon, Mark (1966–2006), deutscher DJ und ProduzentMark Spoon (1966–2006)

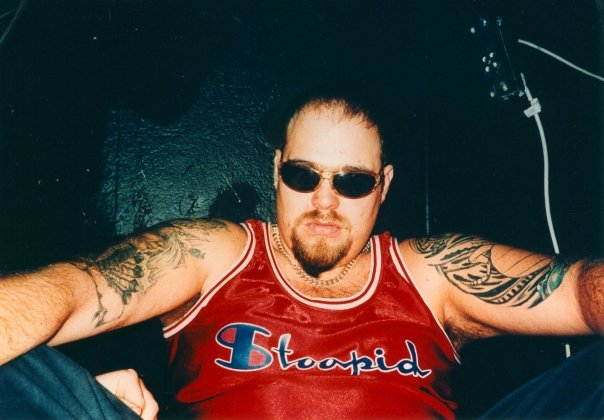
Mark Spoon (1966–2006)

- Spooner Wilberforce, Barbara (1771–1847), Ehefrau des britischen Abolitionisten und Abgeordneten William Wilberforce
- Spooner, Catherine, britische Anglistin und Hochschullehrerin
- Spooner, Eric (1891–1952), australischer Politiker
- Spooner, Henry J. (1839–1918), US-amerikanischer Politiker
- Spooner, Hugh (* 1957), kanadischer Sprinter
- Spooner, John Coit (1843–1919), US-amerikanischer Politiker (Republikanische Partei)
- Spooner, Lloyd (1884–1966), US-amerikanischer Sportschütze
- Spooner, Lysander (1808–1887), Anarchist, Jurist, Philosoph und Unternehmer
- Spooner, Melissa, kanadische Triathletin und mehrfache Ironman-Siegerin
- Spooner, Natalie (* 1990), kanadische Eishockeyspielerin
- Spooner, Paul (1746–1789), US-amerikanischer Politiker und Richter
- Spooner, Red (1910–1984), kanadischer Eishockeytorwart
- Spooner, Richard (* 1970), US-amerikanischer Springreiter
- Spooner, Ryan (* 1992), kanadischer EishockeyspielerRyan Spooner (* 1992)

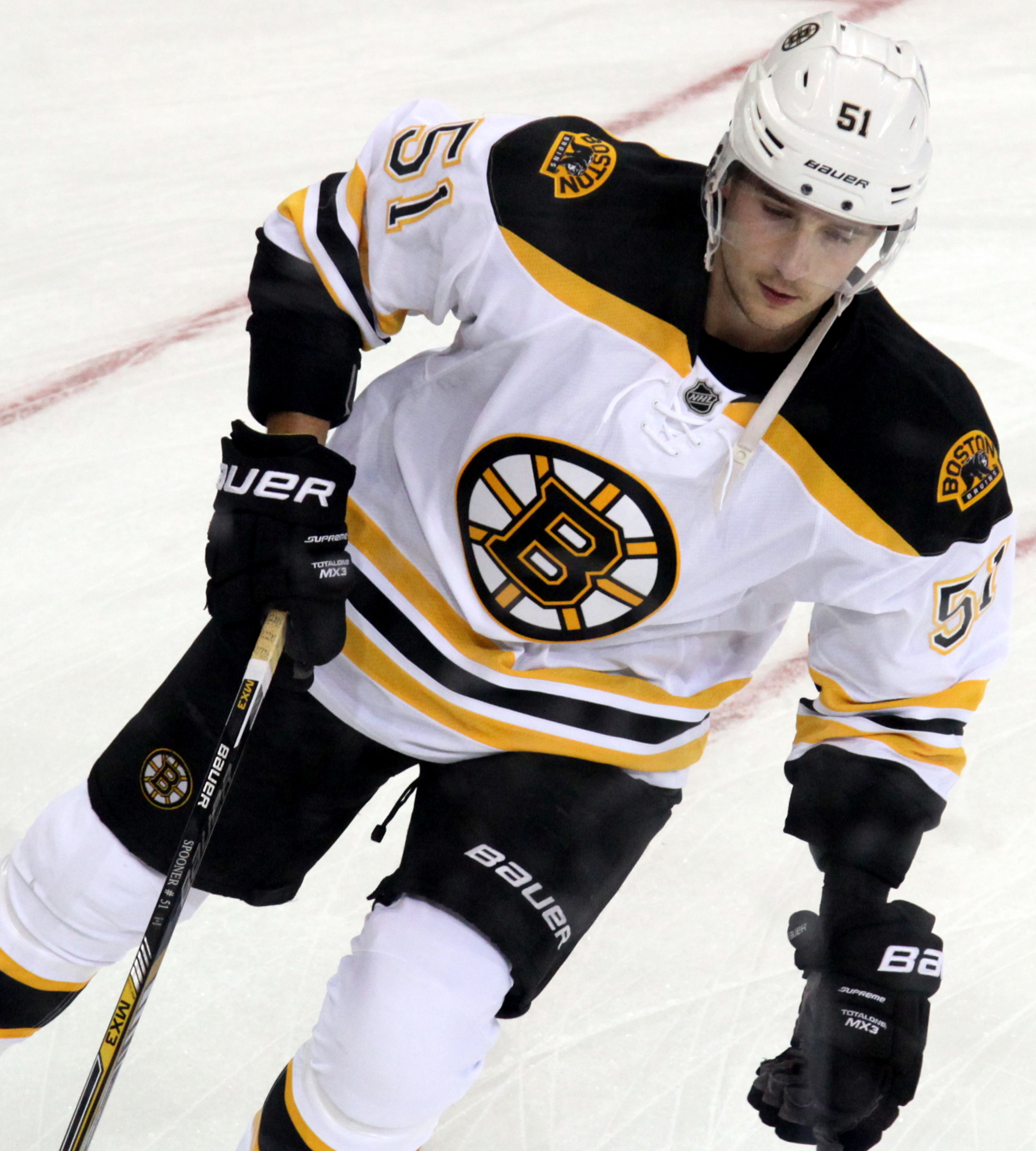
Ryan Spooner (* 1992)

- Spooner, William Archibald (1844–1930), englischer Geistlicher und Philosoph
- Spooner, Wyman (1795–1877), US-amerikanischer Politiker
- Spoonie Gee (* 1963), US-amerikanischer Rapper
- Spoonley, Jacob (* 1987), neuseeländischer Fußballtorhüter
- Spoor, André (1931–2012), niederländischer Journalist und Chefredakteur
- Spoor, George K. (1872–1953), US-amerikanischer Regisseur und Produzent
- Spoor, Ryk E. (* 1962), US-amerikanischer SF- und Fantasy-Schriftsteller
- Spoor, Simon (1902–1949), niederländischer Soldat, Befehlshaber der Landstreitkräfte in Niederländisch-Indien und Indonesien in den Jahren (1946 bis 1949)
- Spoorenberg, Erna (1926–2004), niederländische Sängerin (Sopran)
- Spoorendonk, Anke (* 1947), deutsche Politikerin (SSW), MdL
- Spoors, Lucy (* 1990), neuseeländische Ruderin
- Spoors, Phoebe (* 1993), neuseeländische Ruderin

### Spor
- Spora, Christoph (* 1977), österreichischer Golfspieler
- Šporar, Andraž (* 1994), slowenischer Fußballspieler
- Sporbeck, Karl (1924–1980), deutscher Politiker (SPD), MdL
- Sporbert, Stefan (* 1976), deutscher Filmproduzent
- Sporck, Franz Anton von (1662–1738), böhmischer Kunstmäzen und Verleger
- Sporck, Johann Rudolf von (1755–1806), k.k. Feldmarschall-Lieutenant
- Sporck, Johann von († 1679), Kaiserlich und königlich österreichischer General der KavallerieJohann von Sporck († 1679)

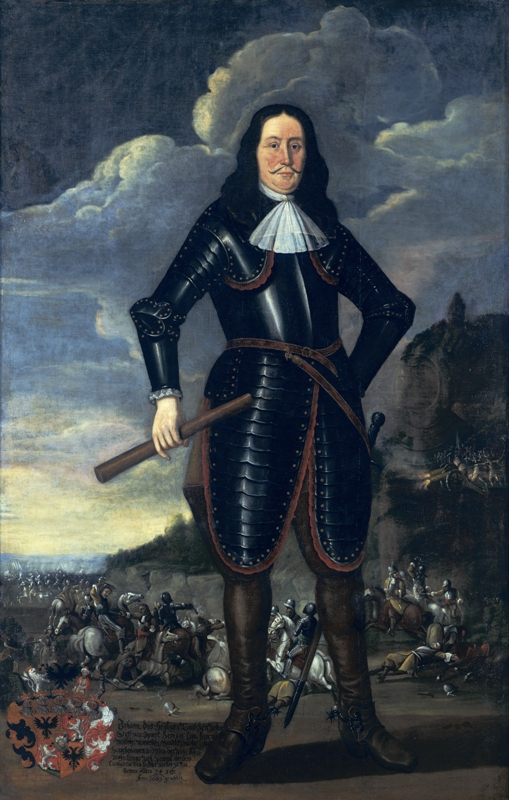
Johann von Sporck († 1679)

- Sporck, Johann Wenzel von (1724–1804), österreichischer Jurist, Politiker und Theaterleiter
- Spörcken, Adolph von (1695–1752), kurfürstlich braunschweig-lüneburgischer Oberhauptmann und Landdrost in Harburg
- Spörcken, August von (1778–1851), deutscher Offizier, Rittergutsbesitzer und Königlich Hannoverscher Oberstallmeister
- Spörcken, Ernst Wilhelm von (1665–1726), königlich großbritannischer und kurfürstlich braunschweig-lüneburgischer Oberhauptmann und Landdrost in Harburg
- Spörcken, Friedrich von (1698–1776), kurfürstlich braunschweig-lüneburgischer Feldmarschall und kommandierender General
- Spörcken, Werner von (1824–1899), deutscher Gutsbesitzer, Landwirt und Rinderzüchter
- Spord, Ingrid Marie (* 1994), norwegische Fußballspielerin
- Spore, James Sutherland (1885–1937), US-amerikanischer Marineoffizier
- Spore, Steen (1938–2022), dänischer Beamter, Reichsombudsmann in Grönland
- Sporel, Hasan Kâmil (1894–1969), türkischer Fußballspieler und -funktionär
- Sporel, Zeki Rıza (1898–1969), türkischer Fußballspieler und -funktionär
- Sporer, Bernhard († 1526), südwestdeutscher Baumeister und Bildhauer
- Spörer, Eduard (1841–1898), russisch-estnisch-deutscher Maler der Düsseldorfer Schule
- Sporer, Fidel (1731–1811), deutscher Bildhauer des Rokoko
- Spörer, Gustav (1822–1895), deutscher Astronom
- Spörer, Karl (1897–1966), deutscher Politiker (FDP/DVP), MdL (Baden-Württemberg)
- Sporer, Klaus W. (1939–2020), deutscher Maler, Musiker, Komponist und Lyriker
- Sporer, Marie-Therese (* 1996), österreichische Skirennläuferin
- Sporer, Michael (* 1967), deutscher Moderator und SprecherMichael Sporer (* 1967)

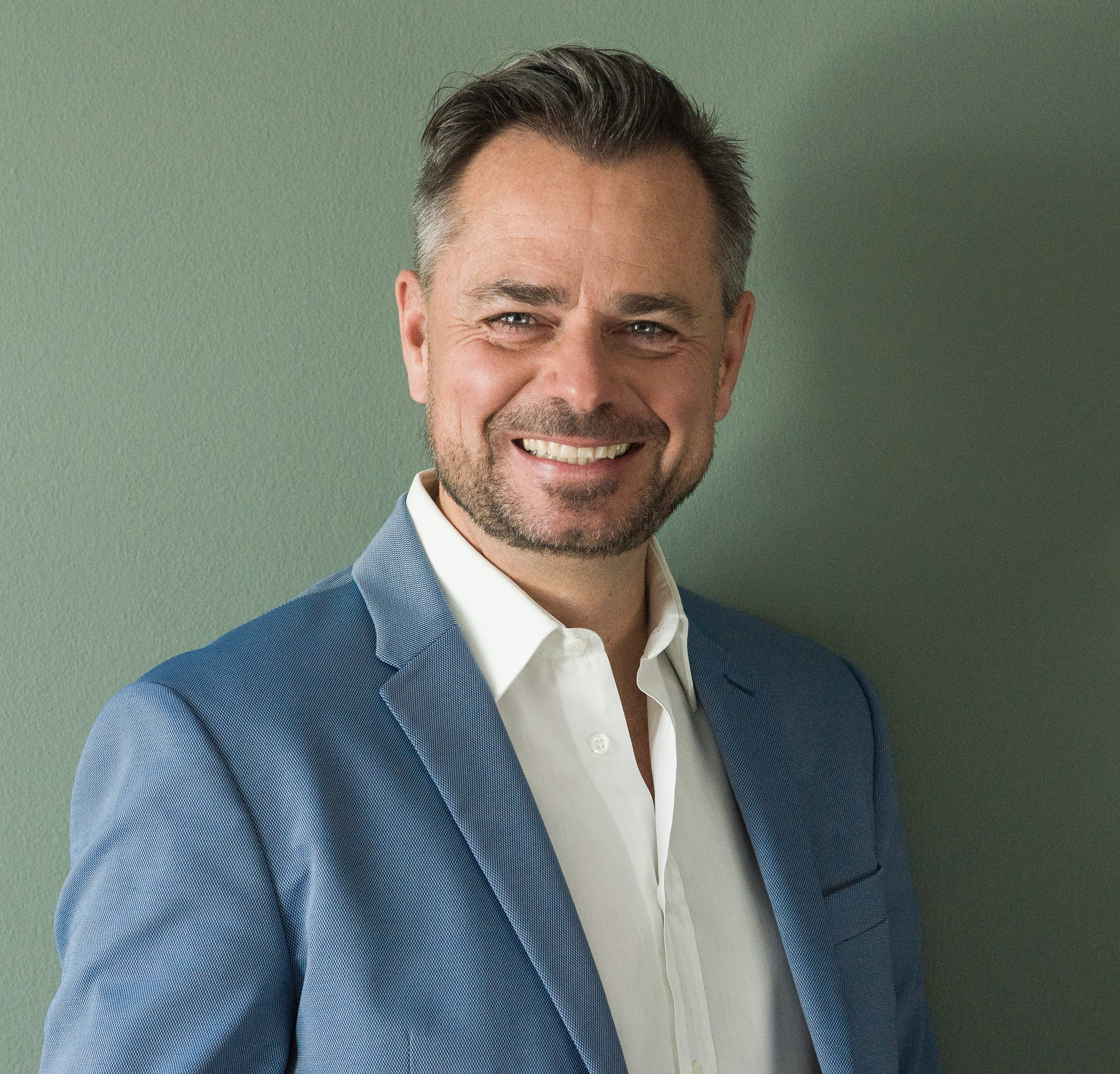
Michael Sporer (* 1967)

- Sporhan-Krempel, Lore (1908–1994), deutsche Papierhistorikerin und Autorin
- Spörhase, Rolf (1889–1982), deutscher Kaufmann und Schriftsteller
- Spöri, Ann-Kathrin (* 2001), deutsche Badmintonspielerin
- Spöri, Dieter (* 1943), deutscher Politiker (SPD), MdL, MdB
- Spöring, Helma (* 1954), deutsche Kommunalpolitikerin (parteilos)
- Spöring, Herman Diedrich (1701–1747), schwedischer Mediziner und Professor an der Akademie in Åbo
- Spöring, Herman Diedrich (1733–1771), schwedisch-finnischer Zeichner und Naturforscher
- Spörk, Christof (* 1972), österreichischer Klarinettist und KabarettistChristof Spörk (* 1972)

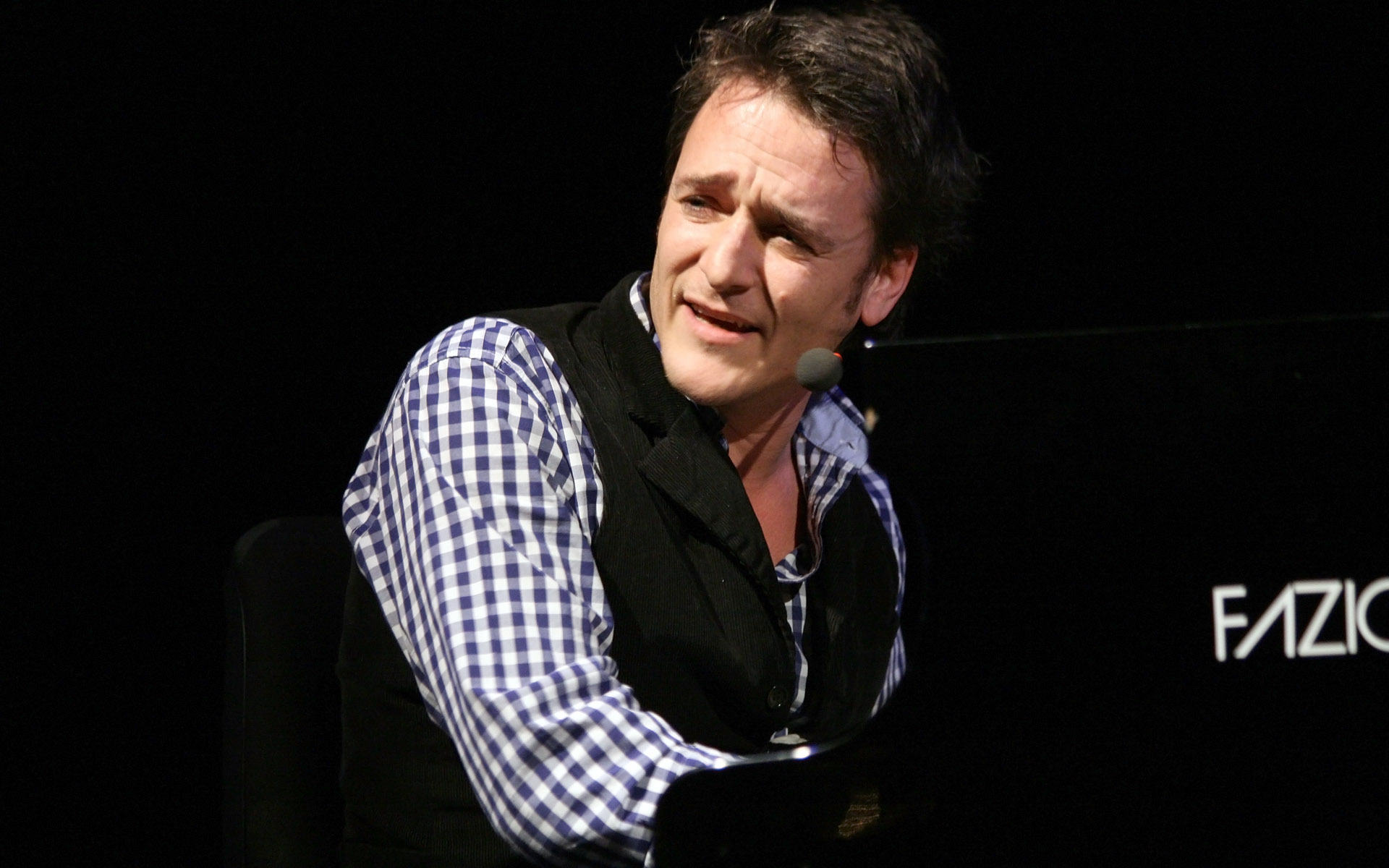
Christof Spörk (* 1972)

- Spork, Guido (* 1975), deutscher Fußballspieler
- Spork, Peter (* 1965), deutscher Wissenschaftsjournalist und Buchautor
- Spörk, Sigrid (* 1981), österreichische Schauspielerin und Sängerin
- Spörke, Michael (* 1972), deutscher Politikwissenschaftler, Schriftsteller und Behindertenpolitiker
- Sporken, Gerhard (* 1960), belgischer Komponist und Dirigent
- Sporket, Julius (1868–1955), deutscher evangelischer Pastor und Missionar
- Sporkhorst, August (1871–1939), deutscher Ingenieur und Unternehmer
- Spörl, Gerhard (* 1950), deutscher Journalist
- Spörl, Harald (* 1966), deutscher Fußballspieler
- Spörl, Hermann (1863–1940), deutscher Pfarrer und Politiker
- Spörl, Johann Konrad (1701–1773), deutscher evangelischer Theologe
- Spörl, Johann Ludwig (1731–1793), deutscher evangelischer Theologe
- Spörl, Johannes (1904–1977), deutscher Historiker
- Spörl, Max (1909–1997), deutscher Unternehmer und Politiker (CSU), MdB
- Spörl, Roland (1936–1972), deutscher Gebrauchsgrafiker und Illustrator
- Spörl, Volkmar Daniel (1733–1807), deutscher lutherischer Theologe
- Spörle, Adrián (* 1995), argentinischer Fußballspieler
- Sporleder, Adam (1772–1846), deutscher Landwirt und Parlamentarier
- Sporleder, Clara (1880–1955), deutsche Malerin und Grafikerin
- Sporleder, Friedrich (1787–1875), deutscher Beamter und Naturforscher
- Sporleder, Georg (1877–1959), deutscher Verwaltungsjurist, Oberbürgermeister von Herne
- Sporleder, Gregory (* 1964), US-amerikanischer Schauspieler
- Sporleder, Gundel (* 1959), deutsche Handballspielerin und -trainerin
- Sporleder, Heinrich (1919–1997), deutscher Politiker (SPD), MdL
- Sporleder, René (* 1969), deutscher Judoka
- Sporleder, Ulrich (1911–1944), deutscher evangelischer Theologe, Offizier der deutschen Wehrmacht und Widerstandskämpfer
- Sporleder, Werner (1876–1943), deutscher Verwaltungsjurist in Preußen
- Sporleder, Wilhelm (1874–1945), deutscher Gastwirt, sozialdemokratischer Kommunalpolitiker und Opfer des Nationalsozialismus
- Spörlin, Margareta (1800–1882), elsässische Schriftstellerin
- Spörlin, Michael (1784–1857), österreichischer Unternehmer
- Spörlin, Sebastian (1560–1644), Schweizer Politiker, Gesandter und Bürgermeister von Basel
- Spormecker, Georg († 1562), deutscher Chronist
- Šporn, Andrej (* 1981), slowenischer Skirennläufer
- Šporn, Jon (* 1997), slowenischer Fußballspieler
- Sporn, Katja (* 1970), deutsche Klassische Archäologin
- Sporn, Michael (1946–2014), US-amerikanischer Filmregisseur, Drehbuchautor und Animator
- Spörr, Franz Xaver (1821–1882), österreichischer Maler
- Spörr, Martin (1866–1937), österreichischer Musiker
- Sporre, Julia (* 1992), schwedische Schauspielerin
- Sporrenberg, Jakob (1902–1952), deutscher Politiker (NSDAP), MdR, SS- und Polizeiführer in Weißrussland und Lublin, Organisator der Aktion ErntefestJakob Sporrenberg (1902–1952)

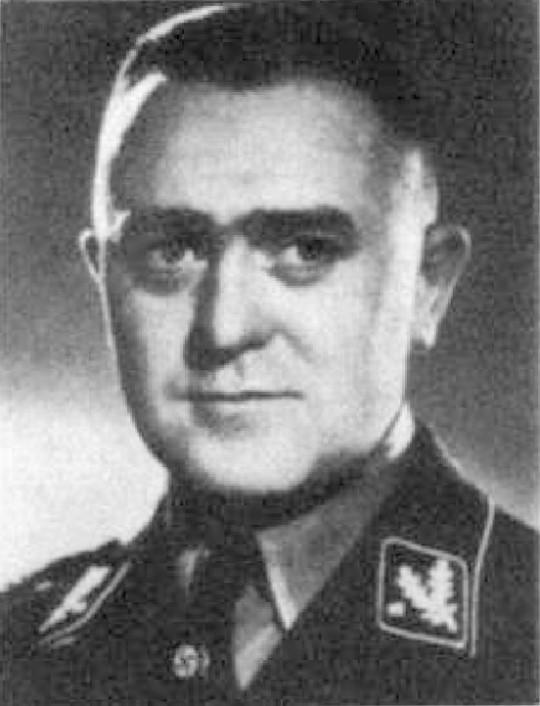
Jakob Sporrenberg (1902–1952)

- Sporrenberg, Paul (1896–1961), deutscher SS-Hauptsturmführer
- Sporrer, Anna (* 1962), österreichische Rechtswissenschaftlerin, Bundesministerin für JustizAnna Sporrer (* 1962)

Anna Sporrer (* 1962)

- Sporrer, Franz (1799–1865), Gastwirt und Bürgermeister
- Sporrer, Katharina (* 1986), österreichische Theater- und Filmschauspielerin
- Sporrer, Philipp (1829–1899), deutscher Genremaler
- Sporrer, Teresa (* 1994), österreichische Autorin
- Spörri, Eduard (1901–1995), Schweizer Bildhauer
- Spörri, Gertrud (1894–1968), Schweizer Theologin, Priesterin und Sozialarbeiterin
- Spörri, Gustav (1902–1976), Schweizer Keramiker
- Spörri, Johann Jakob (1822–1896), Schweizer Mediziner und Politiker
- Spörri, Theophil (1887–1955), Schweizer Theologe
- Spörrle, Günter (1936–2024), deutscher Schauspieler
- Spörrle, Mark (* 1967), deutscher Autor und Journalist
- Spors, Ingrid (* 1938), deutsche Politikerin (DVU), MdL
- Spors, Sascha (* 1972), leitender Wissenschaftler der Audio-Technologie-Gruppe
- Sporschil, Johann (1800–1863), österreichischer Journalist und Fachschriftsteller
- Sporschill, Georg (* 1946), österreichischer Jesuit und SozialseelsorgerGeorg Sporschill (* 1946)

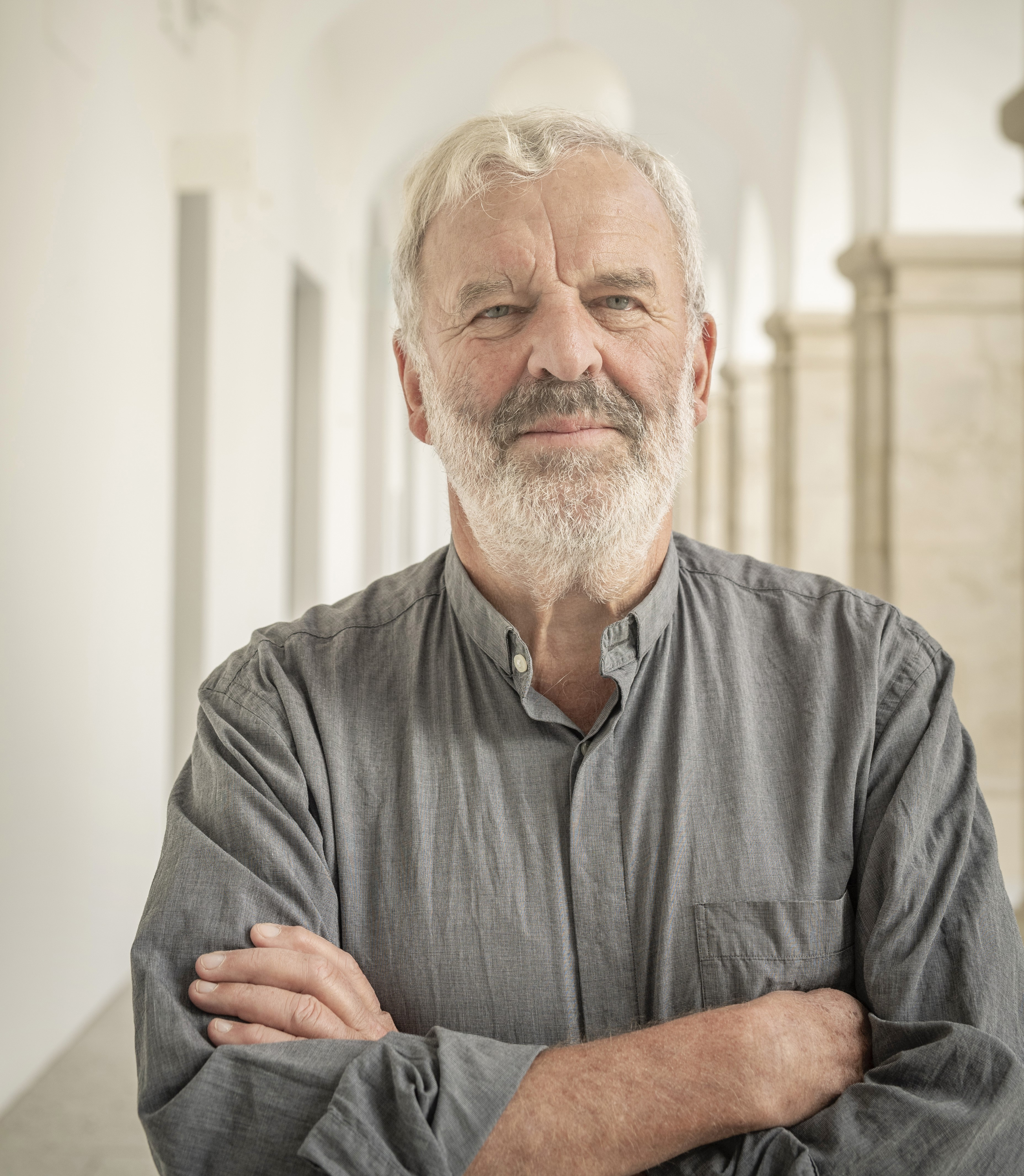
Georg Sporschill (* 1946)

- Sporschill, Peter von (1770–1838), Jurist und Bürgermeister von Prag
- Sporsheim, Amalie (* 2001), norwegische Schauspielerin
- Sportelli, Luca (1927–1999), italienischer Schauspieler
- Sportiello, Marco (* 1992), italienischer Fußballtorhüter
- Sportiello, Rossano (* 1974), italienischer Jazzmusiker
- Sporus († 69), Sklave oder Freigelassener, Lustknabe und Ehefrau des römischen Kaisers Nero
- Sporus von Nikaia, griechischer Mathematiker
- Sporysch, Julija (* 1985), ukrainische Soziologin, Feministin und Frauenrechtsaktivistin

### Spos
- Sposetti, Stefano (* 1958), Schweizer Astronom
- Sposito, Fabio (* 2002), belgischer Fußballspieler
- Sposito, Luigi (1921–2004), italienischer Geistlicher, römisch-katholischer Kurienbischof

### Spot
- Špotáková, Barbora (* 1981), tschechische Leichtathletin
- SpotemGottem (* 2001), US-amerikanischer Rapper
- Spotka, Adolf (1943–2019), deutscher Wirtschaftsingenieur und Politiker (CDU), MdL
- Spötl, Maria (1898–1953), österreichische Künstlerin
- Spotnitz, Frank (* 1960), US-amerikanischer Drehbuchautor, Fernsehproduzent und RegisseurFrank Spotnitz (* 1960)

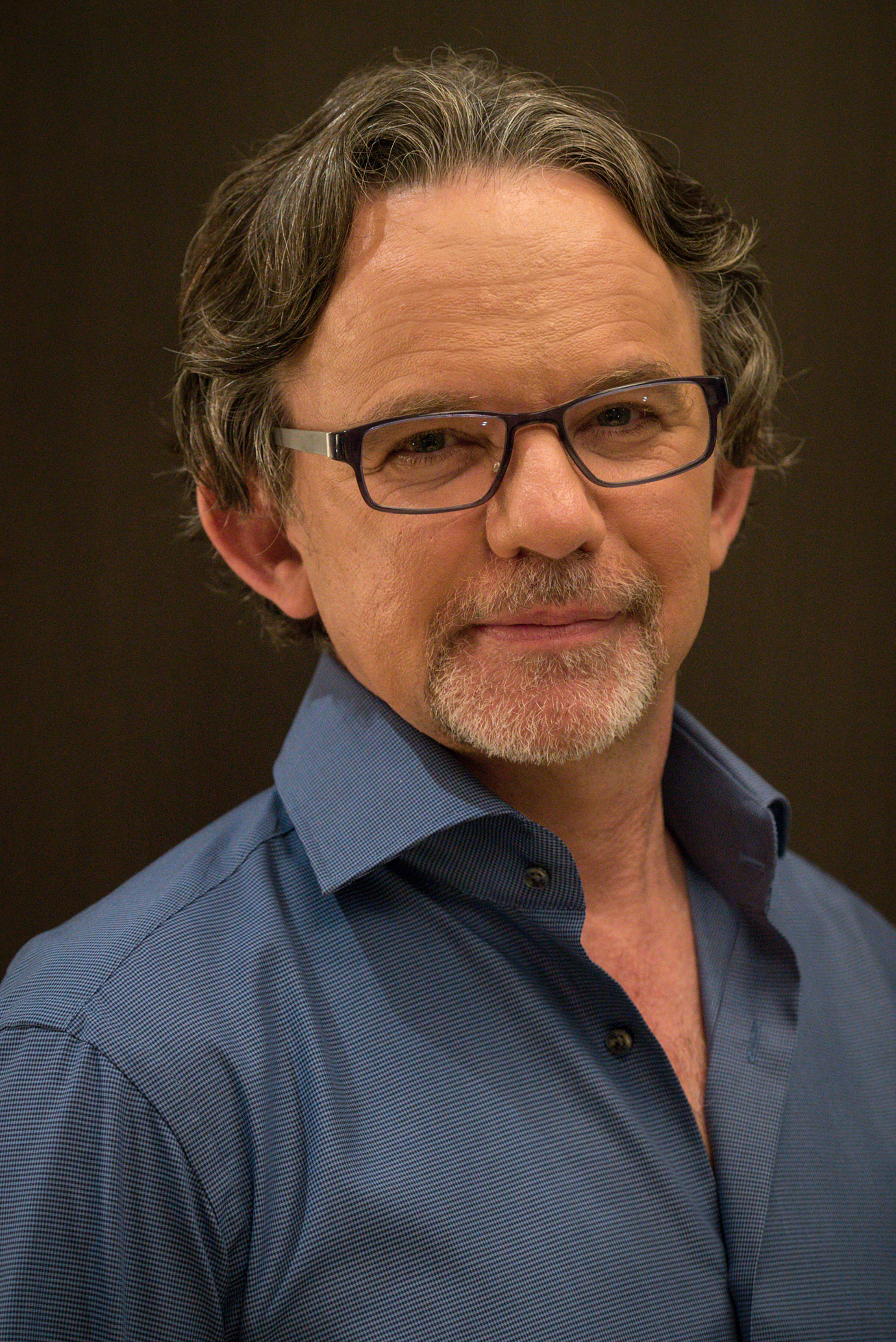
Frank Spotnitz (* 1960)

- Spotnitz, Hyman (1908–2008), US-amerikanischer Psychoanalytiker, Psychiater und Psychiatrieforscher
- Spoto, Donald (1941–2023), US-amerikanischer Theologe und Biograf
- Spotorno, Juan Bautista (1832–1917), kubanischer Oberst und Präsident der Republik in Waffen
- Spotswood, Alexander (1676–1740), britisch-amerikanischer Politiker
- Spotswood, Denis (1916–2001), britischer Offizier der Luftstreitkräfte
- Spotswood, John (* 1960), britischer Skilangläufer
- Spott, Eva (* 1960), deutsche Schauspielerin und Hörspielsprecherin
- Spott, Kirsten (* 1963), deutsche Schriftstellerin und Pädagogin
- Spott, Matthias (* 1970), deutscher Ingenieur
- Spott, Roland (* 1957), deutscher Fußballtorhüter
- Spott, Uta, deutsche Radrennfahrerin
- Spott, Verity (* 1987), britische Schriftstellerin und Performancekünstlerin
- Spotted Eagle, Faith (* 1948), US-amerikanische Aktivistin
- Spotted Elk († 1890), Häuptling der Minneconjou-Lakota-IndianerSpotted Elk († 1890)

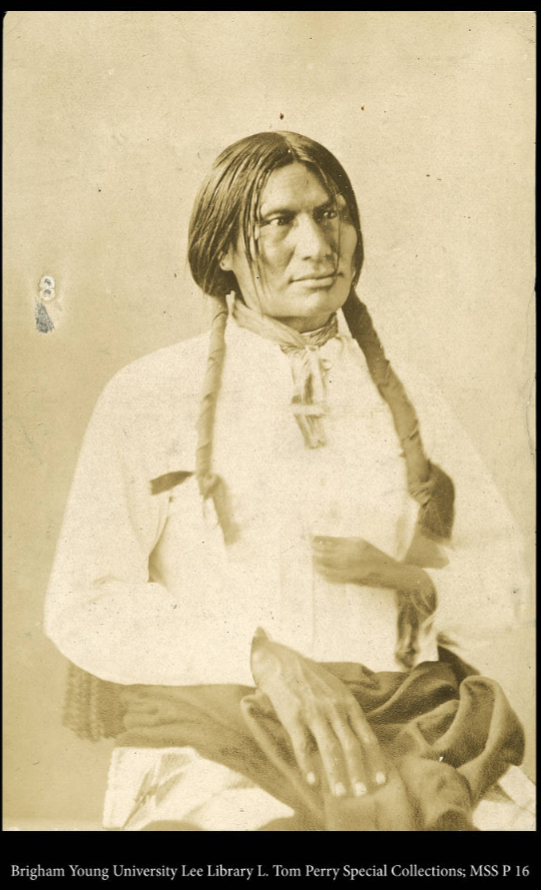
Spotted Elk († 1890)

- Spotted Tail († 1881), Häuptling der Brulé-Lakota-Indianer
- Spotted Tail (* 1883), kanadischer Lacrossespieler
- Spöttel, Michael (* 1956), deutscher Langstreckenläufer und Ethnologe
- Spötter, Thilo (1856–1922), Gutsbesitzer, Mitglied des Provinziallandtages der Provinz Hessen-Nassau
- Spottiswoode, Claire, südafrikanische Ornithologin, Evolutionsbiologin und Naturschützerin
- Spottiswoode, John (1565–1639), schottischer Erzbischof von St. Andrew
- Spottiswoode, Roger (* 1945), britisch-kanadischer Filmregisseur
- Spottiswoode, William (1825–1883), englischer Mathematiker und Physiker
- Spotts, Ralph (1875–1924), US-amerikanischer Sportschütze
- Spottswood, Richard K. (* 1937), US-amerikanischer Musikwissenschaftler und Autor
- Spötzl, Amely (* 1975), deutsche Bildhauerin und Multimediakünstlerin

### Spou
- Spoun, Sascha (* 1969), deutsch-schweizerischer Wirtschaftswissenschaftler, Präsident der Leuphana Universität Lüneburg
- Spourný, Václav († 1754), tschechischer Komponist

### Spow
- Spowers, Ethel (1890–1947), australische Künstlerin